# Michèle Moretti
Michèle Moretti, född 15 mars 1940 i Paris, är en fransk skådespelerska.

## Roller i urval
- 1971 – Out 1
- 1985 – Rendez-vous
- 1991 – Inga kyssar
- 1994 – Den vilda vassen
- 2004 – Se mig
- 2006 – Min son
- 2011 – Slåss för livet